# Католицизм в Ираке
 Католицизм в Ираке  или Католическая церковь в Ираке является частью всемирной Католической церкви. Католическая церковь в Ираке состоит из общин Римско-Католической и Восточных католических церквей. 
- Наиболее значительную часть католиков в Ираке представляют общины Халдейской католической церкви (217 тысяч человек), глава которой является Патриарх Вавилона Халдейского.
- В Ираке также присутствуют общины Сирийской католической церкви (54 тысяч человек), Армянской католической церкви (3 тысячи человек), Римско-Католической церкви (3 тысячи человек) и грекокатоликов (около 350 человек)[1].

Большинство населения Ирака составляют мусульмане. Численность католиков всех обрядов составляет около трёхсот тысяч человек (менее 1 % от общего населения страны).

### История Римско-Католической церкви в Ираке
Первая римско-католическая епархия в Месопотамии была учреждена в 1632 году. С 1623 года на севере нынешнего Ирака в Басре занимались миссионерской деятельностью монахи из монашеского ордена кармелитов. В 1641 года в Месопотамию прибыли францисканцы. В 1750 году в Мосуле была основана миссионерская церковная структура «Sui iuris», которая была поручена попечению доминиканцам. В 1932 году иезуиты основали учебное заведение в Багдаде, а в 1969 году — университет аль-Хикма.
В настоящее время католики римского обряда объединены архиепархией Багдада, в которую входит территория всего нынешнего Ирака.

### История Халдейской Католической церкви
Халдейская католическая церковь находится в общении с Римом с 1552 года. В 1552 году Патриарх Ассирийский церкви Юханнан Сулака подписал унию с Ватиканом. В 1830 году Святой Престол присвоил митрополиту Иоанну Гормиздасу титул Вавилонского Патриарха халдейских католиков. В настоящее время Патриархом Вавилона Халдейского является кардинал Луис I Рафаэль Сако.

### История Сирийской католической церкви в Ираке
В 1667 году после раскола в Сиро-яковитской церкви образовалась группа, заключившая унию с Ватиканом. Отдельные общины Сирийской католической церкви присутствуют в Ираке с середины XVII века. В настоящее время в Ираке действует две архиепархии Сирийской католической церкви в городах Багдад и Мосул.
В настоящее время на территории Ирака действуют две сиро-католических архиепархии:
- Архиепархия Багдада;
- Архиепархия Мосула

### История Армянской католической церкви в Ираке
В 1742 году епископ Армянской апостольской церкви Аврам Ардзивян заключил унию с Римом, образовав Армянскую католическую церковь. Кафедра католического патриарха армянских католиков находилась в Ливане. В её юрисдикции находились общины армянских католиков, проживавших в Персии. В настоящее время численность армян-католиков, проживавших в Ираке, составляет около двух тысяч человек.
В настоящее время на территории Ирака действует одна армяно-католическая архиепархия:
- Архиепархия Багдада

## Современное состояние
Согласно Конституции Ирака 2005 года христиане уравнены в правах с мусульманами и пользуются свободой в совершении своих религиозных потребностей. Но в то же время в Конституции Ирака присутствуют утверждения запрещающие принимать законы, противоречащие шариату. После краха диктатуры Саддама Хусейна в 2003 году был удалён запрет на публикацию немусульманских книг и периодических изданий. Несмотря на декларируемую свободу, в Ираке со стороны мусульманских радикалов в это время усилилась религиозная нетерпимость и начались преследования христиан, основную численность которых составляют местные католики.
С 2003 по 2008 гг. страну покинули около 350 тысяч христиан. Архиепископ халдейской католической епархии Киркука сообщил, что после 2003 года было зарегистрировано 710 убитых католиков на территории всей страны  . После 2008 года зарегистрировано около 15 тысяч христианских беженцев, нашедших убежище в других ближневосточных странах . С 2005 года многие католики бежали от преследований на север Ирака, в столицу Курдистана Эрбиль, где численность христиан увеличилась с 8 тысяч до 35 тысяч человек. В Эрбиль также была переведена из Багдада семинария Халдейской католической церкви.
31 октября 2010 года в Багдаде был совершён террористический акт против прихожан церкви Саидат аль-Неджат (Пресвятой Девы Марии Заступницы), принадлежащей Сирийской католической церкви, в результате которого погибли 58 человек.

## Статистика
В настоящее время в Ираке действуют 15 церковных структур различных католических церквей (9 архиепархий, 5 епархий, 1 патриархат):
- 1 архиепархия Римско-Католической церкви;
- Патриархат, 5 архиепархий и 5 епархий Халдейской католической церкви;
- 2 архиепархии Сирийской католической церкви;
- 1 архиепархия Армянской католической церкви).

Этими католическими епархиями управляют 13 епископов различных католических обрядов. Численность верующих Халдейской католической церкви составляет около 217 тысяч человек, Сирийской католической церкви — около 54 тысячи человек, Римско-Католической церкви — около трёх тысяч человек, Армянской католической церкви — около двух тысяч человек, грекокатоликов — менее одной тысячи человек.

## Источник
- Католическая Энциклопедия, т.2, изд. Францисканцев, М., 2005, ISBN 5-89208-054-4
- Rodolfo Casadei, Il sangue dell’agnello, Guerini, Milano, 2008. ISBN 978-88-6250-063-0.